# Vanda hastifera
Vanda hastifera är en orkidéart som beskrevs av Heinrich Gustav Reichenbach. Vanda hastifera ingår i släktet Vanda och familjen orkidéer.

## Underarter
Arten delas in i följande underarter:
- V. h. gibbsiae
- V. h. hastifera